# Listă de filme de groază din 1968
Aceasta este o listă de filme de groază din 1968.
| Titlu                            | Regizor                                                  | Distribuție                                      | Țara                                                  | Note          |
| -------------------------------- | -------------------------------------------------------- | ------------------------------------------------ | ----------------------------------------------------- | ------------- |
| Anybody Anyway                   | Charles Romine                                           | Joyce Denner, Eve Reeves, Daniel Garth           | Statele Unite ale Americii                            | [ 1 ]         |
| The Astro-Zombies                | Ted V. Mikels                                            | John Carradine, Wendell Corey, Tura Satana       | Statele Unite ale Americii                            | [ 2 ]         |
| The Blood Beast Terror           | Vernon Sewell                                            | Peter Cushing                                    | Regatul Unit al Marii Britanii și al Irlandei de Nord | [ 3 ]         |
| Curse of the Crimson Altar       | Vernon Sewell                                            | Boris Karloff, Christopher Lee, Barbara Steele   | Regatul Unit al Marii Britanii și al Irlandei de Nord | [ 4 ]         |
| The Devil Rides Out              | Terence Fisher                                           | Christopher Lee, Charles Gray                    | Regatul Unit al Marii Britanii și al Irlandei de Nord | [ 5 ]         |
| Dracula Has Risen from the Grave | Freddie Francis                                          | Christopher Lee, Rupert Davies, Veronica Carlson | Regatul Unit al Marii Britanii și al Irlandei de Nord | [ 6 ]         |
| Enigma of Death                  | Federico Curiel                                          | John Carradine, Mil Máscaras, Maria Duval        | Mexic                                                 | [ 7 ]         |
| Fangs of the Living Dead         | Amando de Ossorio                                        | Anita Ekberg, Julian Ugarte, Gianni Medici       | Spania · Italia                                       | [ 8 ]         |
| The Fear Chamber                 | Juan Ibañez, Jack Hill                                   | Pamela Rosas, Yerye Beirute, Boris Karloff       | Mexic · Statele Unite ale Americii                    | [ 9 ]         |
| Goke, Body Snatcher from Hell    | Hajime Sato                                              | Kathy Horan, Hideo Ko, Tomomi Sato               | Japonia                                               | [ 10 ]        |
| The Ghastly Ones                 | Andy Milligan                                            | Veronica Radburn, Maggie Rogers, Hal Borske      | Statele Unite ale Americii                            | [ 11 ]        |
| The Green Slime                  | Kinji Fukasaku                                           | Robert Horton, Luciana Paluzzi, Richard Jaeckel  | Statele Unite ale Americii · Japonia                  | [ 12 ]        |
| Hour of the Wolf                 | Ingmar Bergman                                           | Max von Sydow, Liv Ullmann, Gertrud Fridh        | Suedia                                                | [ 13 ]        |
| House of Evil                    | Juan Ibañez, Jack Hill                                   | Boris Karloff, Julissa, Andrés García            | Italia · Spania                                       | [ 14 ]        |
| The Joy of Torture               | Teruo Ishii                                              |                                                  | Japonia                                               | [ 15 ]        |
| Kong Island                      | Roberto Mauri                                            | Brad Harris                                      | Spania · Italia                                       | [ 16 ]        |
| Kuroneko                         | Kaneto Shindo                                            | Kichiemon Nakamura, Nobuko Otowa, Kiwako Taichi  | Japonia                                               | [ 17 ]        |
| The Mad Doctor of Blood Island   | Eddie Romero                                             | John Ashley, Angelique Pettyjohn, Ronald Remy    | Statele Unite ale Americii · Filipine                 | [ 8 ]         |
| Mantis in Lace                   | William Rostler                                          | Susan Stewart, Steve Vincent, M. K. Evans        | Statele Unite ale Americii                            | [ 18 ]        |
| The Mark of the Werewolf         | Enrique López Eguiluz                                    | Paul Naschy                                      | Spania                                                | [ 19 ]        |
| Night of the Living Dead         | George A. Romero                                         | Duane Jones, Judith O'Dea, Karl Hardman          | Statele Unite ale Americii                            | [ 20 ]        |
| Nights of the Werewolf           | René Govar                                               | Paul Naschy, Peter Beaumont, Monique Brainville  | Spania · Franța                                       | [ 18 ]        |
| Queen of the Vampires            | Jean Rollin                                              | Solange Pradel, Ursula Pauly                     | Franța                                                | [ 21 ]        |
| Rosemary's Baby                  | Roman Polanski                                           | Mia Farrow, John Cassavetes, Ruth Gordon         | Statele Unite ale Americii                            | [ 22 ]        |
| Satanik                          | Piero Vivarelli                                          | Magda Konopka, Julio Pena, Armando Calvo         | Italia · Spania                                       | [ 23 ]        |
| Snake Woman's Curse              | Nobuo Nakagawa                                           | Seizaburo Kawazu, Yukie Kagawa, Sachiko Kuwahara | Japonia                                               | [ 24 ]        |
| Snow Ghost                       | Tokuzo Tanaka                                            | Shino Fujimura, Akira Ishihama, Machiko Hasegawa | Japonia                                               | [ 25 ]        |
| Spider Baby                      | Jack Hill                                                | Carol Ohmart, Mantan Moreland, Quinn K. Redeker  | Statele Unite ale Americii                            | [ 26 ] [ 27 ] |
| Spirits of the Dead              | Federico Fellini, Louis Malle, Roger Vadim               | Jane Fonda, Terence Stamp, Brigitte Bardot       | Franța · Italia                                       | [ 28 ]        |
| The Strange World of Coffin Joe  | José Mojica Marins                                       | José Mojica Marins                               | Brazilia                                              | [ 29 ]        |
| A Tale of Peonies and Lanterns   | Satsuo Yamamoto                                          | Kojiro Hongo, Miyoko Akaza, Michiko Otsuka       | Japonia                                               | [ 30 ]        |
| Trilogy of Terror                | Jose Mojica Marins, Ozualdo Candeias, Luiz Sergio Person | Vany Miller, Lucy Rangel, Lima Duarte            | Brazilia                                              | [ 31 ]        |
| Twisted Nerve                    | Roy Boulting                                             | Hywel Bennett, Hayley Mills, Billie Whitelaw     | Regatul Unit al Marii Britanii și al Irlandei de Nord | [ 14 ]        |
| Witchfinder General              | Michael Reeves                                           | Vincent Price, Ian Ogilvy, Hilary Dwyer          | Regatul Unit al Marii Britanii și al Irlandei de Nord | [ 32 ]        |